# Thẩm Lâm Tử
Thẩm Lâm Tử (chữ Hán: 沈林子; 387 – 422), tên tự là Kính Sĩ, người Vũ Khang, tướng lĩnh nhà Đông Tấn, khai quốc công thần nhà Lưu Tống trong lịch sử Trung Quốc. Ông là em trai của Uyên Tử, Điền Tử, ông nội của sử gia Thẩm Ước.

## Nước loạn nhà mất
Từ nhỏ đã có độ lượng rộng rãi, được vài tuổi, theo cha đến Kinh Khẩu, Vương Cung gặp ông, nói: "Đây là dõng dõi bậc thầy của đế vương." Cùng mọi người xem di bảo (bảo vật của tiền triều), ai cũng tranh nhau xu nịnh, chỉ có Lâm Tử bỏ đi không nhìn lại.
Năm 13 tuổi, gia đình gặp tai họa , tuy trốn thoát, nhưng Lâm Tử vẫn kêu khóc không thôi. Mẹ khuyên hãy cứng rắn lên, ông đáp rằng bây giờ phải khóc cho xong đi, để ngày sau còn báo thù.

## Về đông báo thù
Mấy anh em sợ bị hại, ngày đi đêm nghỉ, dùng tiền bán nhà cửa để xây mộ cho ông, cha và các chú, đảm bảo những lễ tiết tối thiểu. Sau khi đánh giá các lực lượng quan quân đang trấn áp khởi nghĩa Tôn Ân của Lưu Lao Chi, Cao Tố…, Lâm Tử quyết định đến gặp Lưu Dụ, rơi nước mắt mà nhận tội, mọi người đều cảm động. Lưu Dụ thu nhận, cho ở thuyền riêng, lại dời cả nhà ông đến Kinh Khẩu, cấp cho nhà cửa.
Lâm Tử học khắp các sách, bụng đầy văn chương, theo Lưu Dụ hạ được kinh thành, bình định đô ấp. Khi ấy mới 18 tuổi, mình dài 7 thước 5 tấc.
Thẩm Dự sợ anh em Lâm Tử làm hại, thường mặc giáp cầm giáo. Đến lúc này, Lâm Tử cùng anh trai Điền Tử quay về miền đông báo thù. Ngày Hạ chí tháng 5, Dự tụ tập con em đầy nhà, anh em Lâm Tử hiên ngang xông vào, chém đầu Dự, nam nữ không kể lớn nhỏ đều giết sạch, lấy đầu Dự tế mộ ông cha.

## Chinh phạt Nam Yên
Lâm Tử nhiều lần từ chối không ra làm quan, Lưu Dụ cũng nhiều lần thúc giục, đến năm sau vẫn chưa đi. Lưu Dụ làm Dương Châu thứ sử, gọi làm tòng sự, hết lời an ủi, ông cố từ không được, đành nhận lời, lĩnh Kiến Hi lệnh, phong Tư Trung huyện Ngũ đẳng hầu, khi ấy được 21 tuổi.
Năm Nghĩa Hi thứ 5 (409), tham gia thảo phạt Nam Yên, làm Tham trấn quân quân sự. Đôi bên giao chiến ở Lâm Cù, Hổ Ban đột kỵ của Yên đuổi đến từ phía sau, Lâm Tử soái quân tinh nhuệ hăng hái đánh đông dẹp tây, đại phá được địch. Mộ Dung Siêu lui về giữ Quảng Cố, lại cùng Lưu Kính Tuyên đánh Tây Ngung.

## Thảo phạt Lư Tuần
Quảng Cố bình xong, Lư Tuần lại nổi lên. Ban đầu, Tuần cho Lâm Tử là con em của bộ hạ cũ, ngầm sai sứ đến chỗ ông và người họ hàng là Thẩm Thúc Trường. Lâm Tử lập tức tâu lại với Lưu Dụ, nhưng Thúc Trường thì không nói gì, còn mượn lời Tuần mà tác động Lâm Tử. Thúc Trường kiêu dũng quả cảm nên Lưu Dụ giấu nhẹm đi. Hạ được Quảng Cố, Lưu Dụ bèn giết Thúc Trường, rồi khen ngợi lòng trung thành của Lâm Tử.
Lâm Tử lĩnh quân riêng ở Thạch Đầu, nhiều lần đẩy lui nghĩa quân. Tuần nhiều lần vô công, bèn đánh tiếng đưa tất cả nghĩa quân lên bờ ở Bạch Thạch, Lưu Dụ cất quân đón đánh, để Lâm Tử cùng Từ Xích Đặc ở lại bảo vệ Tra Phổ. Lâm Tử can ngăn, Lưu Dụ không nghe. Đại quân đi rồi, nghĩa quân lên bờ, Xích Đặc muốn chống lại, Lâm Tử đề nghị dựa vào chỗ hiểm cố thủ, Xích Đặc không nghe, quả nhiên thất bại, bỏ quân chạy sang bờ bắc. Lâm Tử thu thập tàn quân, tiến lên chiến đấu, đẩy lui nghĩa quân.
Từ Đạo Phúc đưa quân lên bờ, hàng ngũ dài đến mấy dặm men theo con đê. Lâm Tử cho rằng đứng trên đê thì người tham chiến không nhiều hơn 1 đội, nên chặn ngang đê chống lại. Một lúc sau, Chu Linh Thạch đến cứu, cùng Lâm Tử bày trận, nghĩa quân tan chạy. Đại quân quay về từ Bạch Thạch, biết Xích Đặc đã chết, lấy Lâm Tử làm Tham trung quân quân sự.

## Thảo phạt nội loạn
Theo đại quân chinh thảo Lưu Nghị, đổi làm Tham thái úy quân sự. Năm thứ 11 (415), lại tham gia thảo phạt Tư Mã Hưu Chi. Lưu Dụ mỗi khi chinh thảo, Lâm Tử đều xông xáo đi trước, tuy lĩnh quân riêng, nhưng đến khi trời tối đều trở về làm nội thị.
Quách Lượng Chi chiêu tập người Man, đóng quân ở Vũ Lăng, thái thú Vương Trấn Ác đi đánh. Lâm Tử tham gia thảo phạt, chém Lượng Chi ở Thất Lý giản, nạp Trấn Ác.
Bình xong Vũ Lăng, lại tham gia thảo phạt Lỗ Quỹ ở Thạch Thành. Quỹ chạy đến Tương Dương, lại đuổi theo. Bình xong Tương Dương, tạm quyền lưu thủ Giang Lăng.

## Chinh phạt Hậu Tần
Năm thứ 12 (416), Lưu Dụ lĩnh Bình bắc tướng quân, Lâm Tử đang làm Thái úy tham quân, lại làm Tham bình bắc quân sự. Mùa đông năm ấy, Lưu Dụ chinh phạt Hậu Tần, lại làm Tham chinh tây quân sự, coi hết Tam phủ trung binh , gia Kiến vũ tướng quân, thống quân làm tiền phong, từ Biện vào Hà.
Lâm Tử soái Đổng Thần Hổ, người Tương Ấp mới về hàng, hạ được Thương Viên. Thần Hổ tự ý bỏ về Tương Ấp, Lâm Tử bắt giết, rồi phủ dụ bộ hạ của ông ta. Khi ấy Kiến uy tướng quân, Hà Bắc thái thú Tiết Bạch của Hậu Tần đã chiếm được huyện Giải, Lâm Tử bất ngờ tập kích, Bạch chạy về Quan Trung, ông thu lấy binh lương của ông ta.
Lâm Tử cùng Quan quân tướng quân Đàn Đạo Tế đi đánh Bồ Phản. Ông cho rằng Bồ Phản thành cao hào sâu, không bằng quay về giúp Long tương tướng quân Vương Trấn Ác đánh Đồng Quan, Đạo Tế nghe theo. Đến nơi, Đông Bình công Diêu Thiệu nhà Hậu Tần cất toàn quân của Quan Hữu vây đánh bọn Lâm Tử. Khi ấy, bọn họ đã ở rất xa đại quân, vận lương khó khăn, Đạo Tế đề nghị vượt sông tránh địch, hoặc bỏ lại quân nhu, quay về gặp Lưu Dụ. Lâm Tử phản đối, rồi lấp giếng đốt trại, thể hiện cái chí không quay về. Ông soái vài trăm bộ hạ xâm nhập góc tây bắc của địch, quân Tần rối loạn, quân Tấn thừa cơ tấn công, quân Tần tan vỡ, bọn Lâm Tử bắt được vài ngàn người cùng quân tư, khí giới.
Diêu Thiệu về giữ Định Thành, để Vũ vệ tướng quân Diêu Loan dựa vào chỗ hiểm mà cố thủ. Lâm Tử nhân đêm tối ngậm tăm đến tập kích, lập tức hạ được thành, cắt mũi Diêu Loan, chôn sống quân Tần, bị Lưu Dụ gởi thư trách mắng.
Thiệu sai Phủ quân tướng quân Diêu Tán đóng quân ở thượng du Hoàng Hà, cắt đứt đường thủy. Tán chưa làm xong hào lũy, Lâm Tử đón đánh, đại phá quân Tần, Tán một ngựa chạy thoát.
Thiệu lại sai Trưởng sử Lĩnh quân tướng quân Diêu Bá Tử, Ninh sóc tướng quân An Loan, Hộ quân Diêu Mặc Loa, Bình viễn tướng quân Hà Đông thái thú Đường Tiểu Phương soái 3 vạn quân, đóng ở Cửu Tuyền, dựa vào Hoàng Hà để cố thủ, cắt đứt đường vận lương. Lưu Dụ cho rằng khai thông bến tàu để vận lương là khẩn cấp, lại sai Lâm Tử tranh lấy Hà Nguyên. Lâm Tử soái bọn Thái úy hành tham quân Nghiêm Cương, Trúc Linh Tú đi đánh, đại phá quân Tần, chém lấy 3 thủ cấp của bọn Bá Tử, Mặc Loa, Tiểu Phương, cắt tai quân Tần cùng rất nhiều quân tư, khí giới, thả hơn 3000 người về chỗ Thiệu để giương oai.
Diêu Thiệu đột tử, sau khi lo xong hậu sự, Diêu Tán bất ngờ tập kích Lâm Tử. Đôi bên chưa giao chiến, quân Tần tan chạy, Tán lên ngựa bỏ trốn. Lâm Tử liên tiếp chiến thắng, Lưu Dụ gởi thư khen ngợi, rồi ban cho lụa là, rượu thịt.
Lưu Dụ sai Lâm Tử từ Tần Lĩnh đi giúp anh trai Điền Tử đang bị Diêu Hoằng tấn công. Chưa đến nơi thì Điền Tử đã thắng trận, anh em cùng nhau truy kích. Điền Tử muốn thừa thắng chiếm lấy Trường An, Lâm Tử can rằng đó là "công không được thưởng" , có ý nhường công ấy lại cho Lưu Dụ, Điền Tử bèn thôi.
Ông lại làm Tham tướng quốc sự, tổng nhiệm như trước. Lâm Tử uy danh vang xa, các hào tộc Quan Trung tranh nhau đến quy phụ. Lưu Dụ nhiều lần ban thư khen ngợi, lệnh cho ông úy lạo bọn họ. Bình xong Trường An, Lâm Tử đuổi theo quân Tần đến sông Quả Phụ, giao chiến ở Hòe Lý, bắt được hàng vạn người.

## Được nhiều sủng hạnh
Đại quân trở về, Lâm Tử lĩnh thủy quân ở Thạch Môn làm thanh thế. Về đến quận, Lưu Dụ giữ Lâm Tử ở luôn bên cạnh, không mấy khi rời khỏi. Sau này, Lưu Nghĩa Long ra trấn thủ Kinh Châu, xin đưa Lâm Tử và Tạ Hối đi theo. Lưu Dụ nhất định giữ lại 1 người, đành để Lâm Tử ra làm Tây lang trung binh tham quân, lĩnh Tân Hưng thái thú.
Lưu Nghĩa Long tiến hiệu Trấn tây tướng quân, ông chuyển theo, gia Kiến uy tướng quân, Hà Đông thái thú.
Lưu Dụ lên ngôi, là Lưu Tống Vũ đế, xét công tá mệnh, phong Hán Thọ huyện bá, thực ấp 600 hộ, cố từ không được. Được ban chức phủ Tư nghị tham quân, tướng quân, thái thú như cũ. Một thời gian sau được triệu về, làm Trung binh cục sự giúp việc cho Lục sự tham quân Vương Hoa.
Khi mẹ mất, quay về miền đông làm lễ tang, được Vũ đế đến viếng, sứ giả đi lại trông nom. Tang lễ vừa xong, được phục hiệu Phụ quốc tướng quân, cố từ không được.
Được ban Mặc chiếu , buổi sớm không phải vào triều. Mỗi khi có quốc quân đại sự, lập tức được gọi vào bàn bạc. Khi ấy Lĩnh quân tướng quân Tạ Hối đang nắm quốc chính, mỗi khi Hối có bệnh, lập tức lấy Lâm Tử thay thế.
Trong thời gian cư tang, Lâm Tử có bệnh. Vũ đế sợ ông làm con chí hiếu, sẽ khóc lóc làm bệnh tình trầm trọng thêm, ép Lâm Tử vào cung, ngày đêm an ủi. Lại ban sắc cho các đại thần, dặn dò họ trông nom Lâm Tử. Đến khi khá hơn, mới ra khỏi cung.
Năm Vĩnh Sơ thứ 3 (422), hoăng, được 46 tuổi. Khi ấy Vũ đế bệnh nặng, các đại thần không dám tâu thật, mỗi khi hỏi đến, đều đáp rằng ông có bệnh nên phải về nhà. Nếu nhà vua ban chỉ, cũng có người thay ông trả lời. Đến khi Vũ đế băng, vẫn không biết Lâm Tử đã mất.
Được ban Đông viên bí khí, 1 bộ triều phục, một cái áo, 20 vạn tiền, 200 xúc vải, truy tặng Chinh lỗ tướng quân. Năm Nguyên Gia thứ 25 (448), đặt thụy là Hoài bá. Con là Thiệu kế tự.

## Đánh giá
Khi Lư Tuần đóng quân ở Thái Châu, mọi người muốn đưa nhà vua sang sông để tránh thế giặc mạnh, chỉ có Lâm Tử xin dời nhà về kinh thành, Lưu Dụ rất đẹp lòng.
Khi chinh phạt Hậu Tần, các tướng báo công, đều nói quá số thủ cấp. Lâm Tử mỗi khi dâng thư báo tiệp, thì đều nói thật, Lưu Dụ rất hài lòng về ông.
Lâm Tử bàn luận sâu sắc, trình bày rõ ràng, Lưu Dụ bình thường không khen ngợi. Lúc đại quân về đến Bành Thành, Lâm Tử cho rằng binh sĩ đi xa lâu ngày, có lòng oán giận, cần phải tăng cường đề phòng, Lưu Dụ nghe theo. Không lâu sau, Tạ Dực làm phản, Lưu Dụ hết lời khen ngợi ông sáng suốt.
Vào buổi đầu của nhà Lưu Tống, Vũ đế cho rằng Lâm Tử trong sạch, công bằng, siêng năng, tiết kiệm, nhiều lần ban thưởng, ông đều chia cho bạn bè thân thích. Trong nhà không có tài sản, cũng không hỏi đến việc ăn ở, luôn cho rằng nếu nghèo hèn thì được yên lành vậy!
Lâm Tử làm người giản dị, rộng rãi, thanh liêm, bình tĩnh, không hay tiếp xúc với mọi người. Luôn thể hiện sự khiêm nhường của kẻ sĩ, ngay cả khi ở nhà. Lúc còn trong quân lữ, không hề nhắc đến việc quân. Ông viết nhiều thể loại: thi, phú, tán, tam ngôn, châm, tế văn, Nhạc phủ, biểu, tiên, thư ký, bạch sự, khải sự, luận, Lão Tử… cả thảy 121 bài. Văn đế sau khi đọc sách của ông, so sánh Lâm Tử với Vương Hoằng.